# Esternay
Cet article possède un paronyme, voir Épernay.
Esternay (prononcé [ɛs.tɛʁ.nɛ]) est une commune française, située dans le département de la Marne en région Grand Est.

## Géographie

### Description
Située sur la RN 4 (ancienne RN 34), Esternay se trouve à l'ouest de la Marne et d'Épernay.
La commune se compose d'un bourg avec plusieurs quartiers (le Vivier, Retourneloup) et hameaux.

### Communes limitrophes
|            | Champguyon                    |                      |
| Neuvy      | Esternay                      | La Noue              |
| Courgivaux | Escardes, Châtillon-sur-Morin | Le Meix-Saint-Epoing |

### Transport
Esternay bénéfiçait d'un système de transports à la demande appelé Trans-Brie et Champagne qui le reliait aux principales villes du bassin et aux gares de Coulommiers (ligne vers Paris) et Romilly-sur-Seine (ligne 4 Paris - Bâle).
La commune d'Esternay n'est désormais déservie que par le réseau de bus Fluo Grand Est (Via ses lignes de transport scolaire, accessibles au public), ainsi que par la ligne 3251 d'Île-de-France Mobilité, exploitée par la CFTR via sa filiale Francilité Grand Provinois, uniquement en période scolaire (Zone C), entre Esternay et Provins.
La gare d'Esternay accueille son premier train en 1895. Aujourd'hui elle sert encore au transport des marchandises vers Sézanne et Oiry (ligne de Paris-Est à Strasbourg via Épernay).

### Hydrographie

#### Réseau hydrographique
La commune est dans la région hydrographique « la Seine de sa source au confluent de l'Oise (exclu) » au sein du bassin Seine-Normandie. Elle est drainée par le Grand Morin, le ru de la Noue, le cours d'eau 01 de la Blossière, le cours d'eau 01 de la Vente des Reines, le cours d'eau 01 de l'Étang de Chatillon, le Fossé 01 du Pont Neuf, le Fossé 02 de la Vente des Reines, le ru des Larrons, le ruisseau du Pont Sec et divers autres petits cours d'eau,.
Le Grand Morin, d'une longueur de 118 km, prend sa source dans la commune de Lachy et se jette  dans la Marne à Condé-Sainte-Libiaire, après avoir traversé 37 communes. 

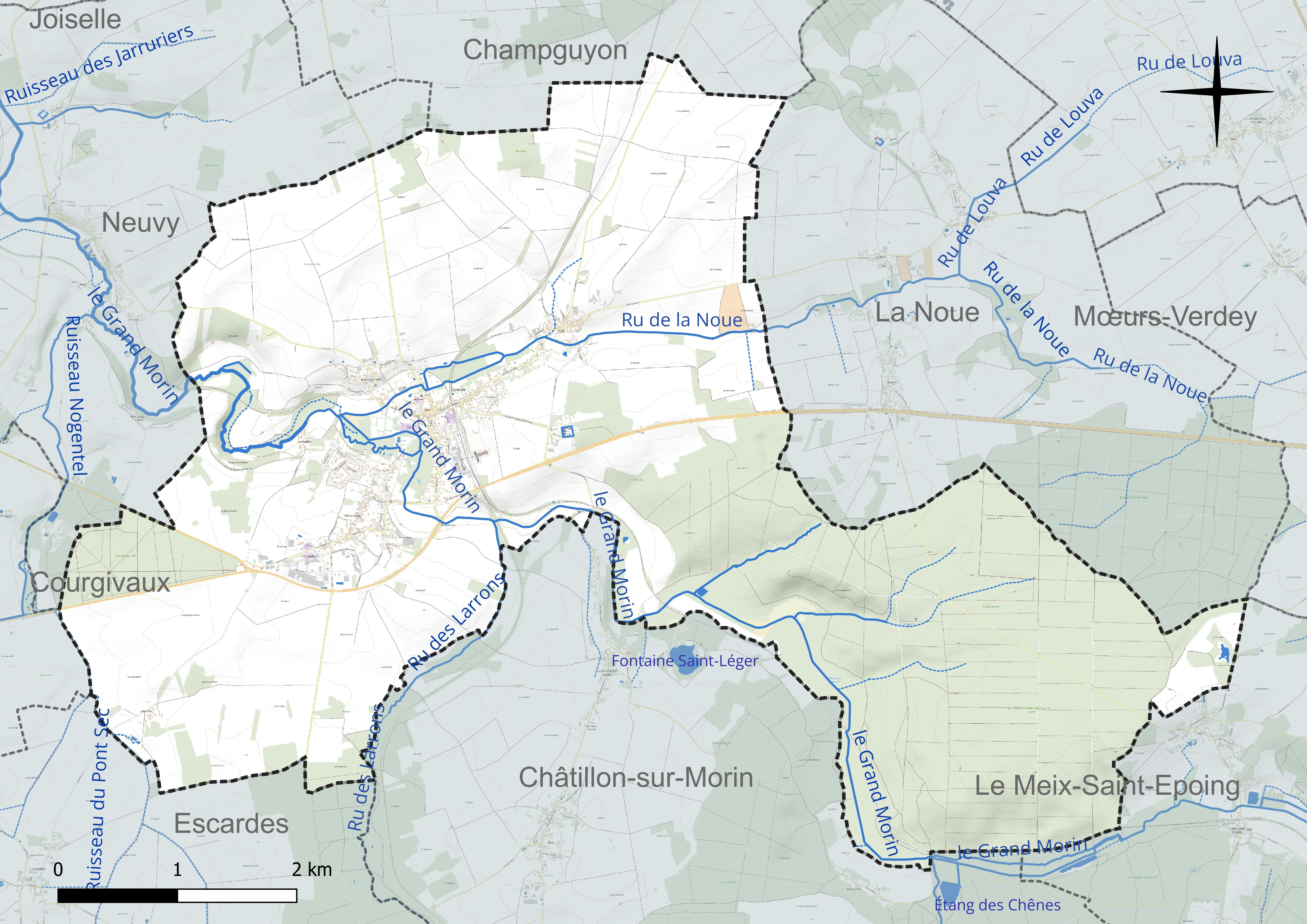
Réseau hydrographique d'Esternay.

Le ru de la Noue, d'une longueur de 10 km, prend sa source dans la commune de La Noue et se jette  dans le Grand Morin sur la commune, après avoir traversé deux communes. 

#### Gestion et qualité des eaux
Le territoire communal est couvert par le schéma d'aménagement et de gestion des eaux (SAGE) « Petit et Grand Morin ». Ce document de planification concerne le territoire des bassins versants du Petit Morin (630 km2) et du Grand Morin (1 185 km2) et se répartit sur trois départements (la Marne, l'Aisne et la Seine-et-Marne). Il a été approuvé le 21 octobre 2016. La structure porteuse de l'élaboration et de la mise en œuvre est le Syndicat mixte d'aménagement et de gestion des eaux (SMAGE) - EPAGE. 
La qualité des cours d’eau peut être consultée sur un site dédié géré par les agences de l’eau et l’Agence française pour la biodiversité. 

### Climat
Pour des articles plus généraux, voir Climat du Grand Est et Climat de la Marne.
En 2010, le climat de la commune est de type climat océanique dégradé des plaines du Centre et du Nord, selon une étude du Centre national de la recherche scientifique s'appuyant sur une série de données couvrant la période 1971-2000. En 2020, Météo-France publie une typologie des climats de la France métropolitaine dans laquelle la commune est exposée à un climat océanique altéré et est dans la région climatique  Nord-est du bassin Parisien, caractérisée par un ensoleillement médiocre, une pluviométrie moyenne régulièrement répartie au cours de l’année et un hiver froid (3 °C). 
Pour la période 1971-2000, la température annuelle moyenne est de 10,3 °C, avec une amplitude thermique annuelle de 15,3 °C. Le cumul annuel moyen de précipitations est de 740 mm, avec 11,8 jours de précipitations en janvier et 8,1 jours en juillet. Pour la période 1991-2020, la température moyenne annuelle observée sur la station météorologique installée sur la commune est de 10,9 °C et le cumul annuel moyen de précipitations est de 780,5 mm. 
La température maximale relevée sur cette station est de 42,5 °C, atteinte le 25 juillet 2019 ; la température minimale est de −25 °C, atteinte le 14 février 1956,,. 
| Mois                                  | jan.             | fév.           | mars           | avril         | mai           | juin          | jui.          | août           | sep.            | oct.            | nov.           | déc.           | année     |
| ------------------------------------- | ---------------- | -------------- | -------------- | ------------- | ------------- | ------------- | ------------- | -------------- | --------------- | --------------- | -------------- | -------------- | --------- |
| Température minimale moyenne (°C)     | 0,4              | 0,1            | 1,9            | 3,6           | 7,3           | 10,4          | 12,3          | 12             | 8,9             | 6,8             | 3,4            | 1,1            | 5,7       |
| Température moyenne (°C)              | 3,4              | 4,1            | 7,1            | 9,9           | 13,7          | 17            | 19,2          | 19             | 15,3            | 11,6            | 6,9            | 4,1            | 10,9      |
| Température maximale moyenne (°C)     | 6,5              | 8              | 12,4           | 16,3          | 20,1          | 23,5          | 26            | 26             | 21,7            | 16,4            | 10,5           | 7,1            | 16,2      |
| Record de froid (°C) date du record   | −23,5 09.01.1985 | −25 14.02.1956 | −13 07.03.1962 | −7,5 08.04.03 | −6 06.05.1957 | −1 04.06.1991 | 1 01.07.1962  | 2,5 30.08.1993 | −1,4 17.09.1971 | −6,5 30.10.1985 | −12 23.11.1993 | −17 31.12.1996 | −25 1956  |
| Record de chaleur (°C) date du record | 16 05.01.1999    | 22 27.02.19    | 26 25.03.1955  | 31 21.04.18   | 34,5 28.05.17 | 38 27.06.11   | 42,5 25.07.19 | 40 09.08.20    | 35 16.09.20     | 30 02.10.11     | 23 07.11.15    | 18 17.12.15    | 42,5 2019 |
| Précipitations (mm)                   | 69,4             | 60,3           | 57,7           | 53            | 70,3          | 59,6          | 64,1          | 56,4           | 57,2            | 75              | 70,6           | 86,9           | 780,5     |

| Diagramme climatique                                  |          |             |           |             |              |            |          |             |           |             |            |
| J                                                     | F        | M           | A         | M           | J            | J          | A        | S           | O         | N           | D          |
| 6,50,469,4                                            | 80,160,3 | 12,41,957,7 | 16,33,653 | 20,17,370,3 | 23,510,459,6 | 2612,364,1 | 261256,4 | 21,78,957,2 | 16,46,875 | 10,53,470,6 | 7,11,186,9 |
| Moyennes : • Temp. maxi et mini °C • Précipitation mm |          |             |           |             |              |            |          |             |           |             |            |

Les paramètres climatiques de la commune ont été estimés pour le milieu du siècle (2041-2070) selon différents scénarios d'émission de gaz à effet de serre à partir des nouvelles projections climatiques de référence DRIAS-2020. Ils sont consultables sur un site dédié publié par Météo-France en novembre 2022.

## Urbanisme

### Typologie
Au 1er janvier 2024, Esternay est catégorisée bourg rural, selon la nouvelle grille communale de densité à sept niveaux définie par l'Insee en 2022.
Elle est située hors unité urbaine et hors attraction des villes,.

### Occupation des sols
L'occupation des sols de la commune, telle qu'elle ressort de la base de données européenne d’occupation biophysique des sols Corine Land Cover (CLC), est marquée par l'importance des territoires agricoles (57,5 % en 2018), en diminution par rapport à 1990 (58,6 %). La répartition détaillée en 2018 est la suivante : 
terres arables (52,6 %), forêts (36,2 %), zones urbanisées (5,3 %), zones agricoles hétérogènes (3 %), prairies (2 %), milieux à végétation arbustive et/ou herbacée (1 %). L'évolution de l’occupation des sols de la commune et de ses infrastructures peut être observée sur les différentes représentations cartographiques du territoire : la carte de Cassini (XVIIIe siècle), la carte d'état-major (1820-1866) et les cartes ou photos aériennes de l'IGN pour la période actuelle (1950 à aujourd'hui).

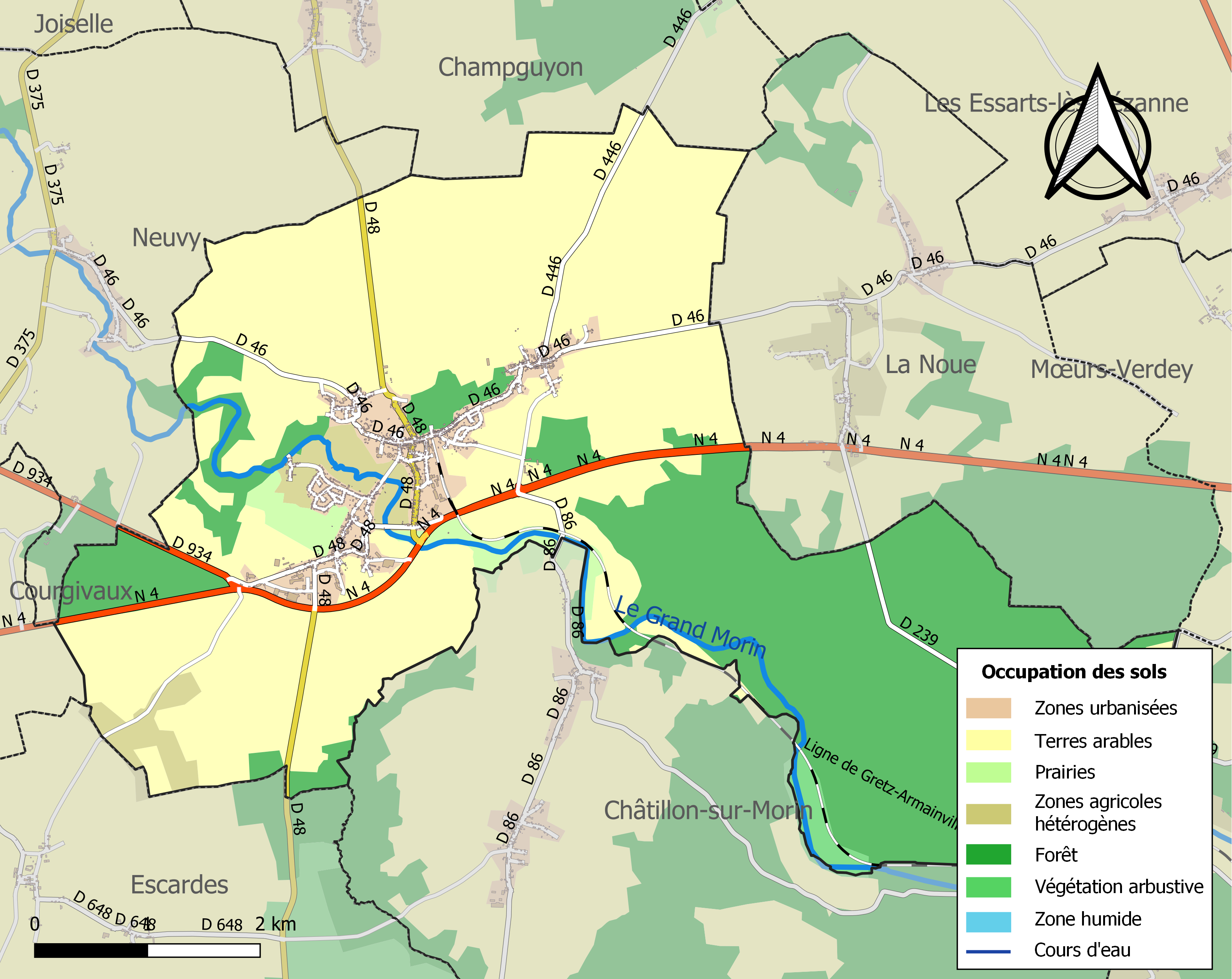
Carte des infrastructures et de l'occupation des sols de la commune en 2018 (CLC).

## Toponymie
Le nom de la localité est attesté sous les formes Hesterniacum (1202) ; Esternacum (1209) ; Esterniacum (1209) ; Esternaium (1219) ; Esternai (vers 1222) ; Esternayum (1278) ; Estarnay (milieu du XIIIe siècle) ; Estarnayum (1381) ; Esternayum (1407) ; Esternay-en-Brie (1553) ; Esterney (1553) ; Sternay (1735) ; Eternay (1768)	.

Peut-être du latin externus, devenu un nom propre avec le suffixe -acum. Dans les cas douteux, une interprétation par un nom commun est à privilégier.

## Histoire

### Origines
Les premières traces d'habitation remontent à l'époque romaine.

### Moyen Âge
Au Moyen Âge, un château fort (face à l'église actuelle) et une église sont bâtis, faisant d'Esternay un village dynamique. Mais, en 1567 l'église est ravagée par le feu et le château mal entretenu est abandonné. Un nouveau château, nommé Château-Neuf ou Château de l'armée, est construit au XVIe siècle ainsi qu'une nouvelle église, érigés avec des matériaux issus de l'ancien fort médiéval. Ces édifices sont financés par les frères Raguier, argentiers de François Ier.
Ce fief est en 1468 la possession de Marie (alias Marguerite) de Beauvarlet qui l'apporte à son époux Jean Raguier (1445-av.1504), Financier trésorier des guerres du duché de Normandie et Général des Finances.

### XVIesiècle-XIXesiècle

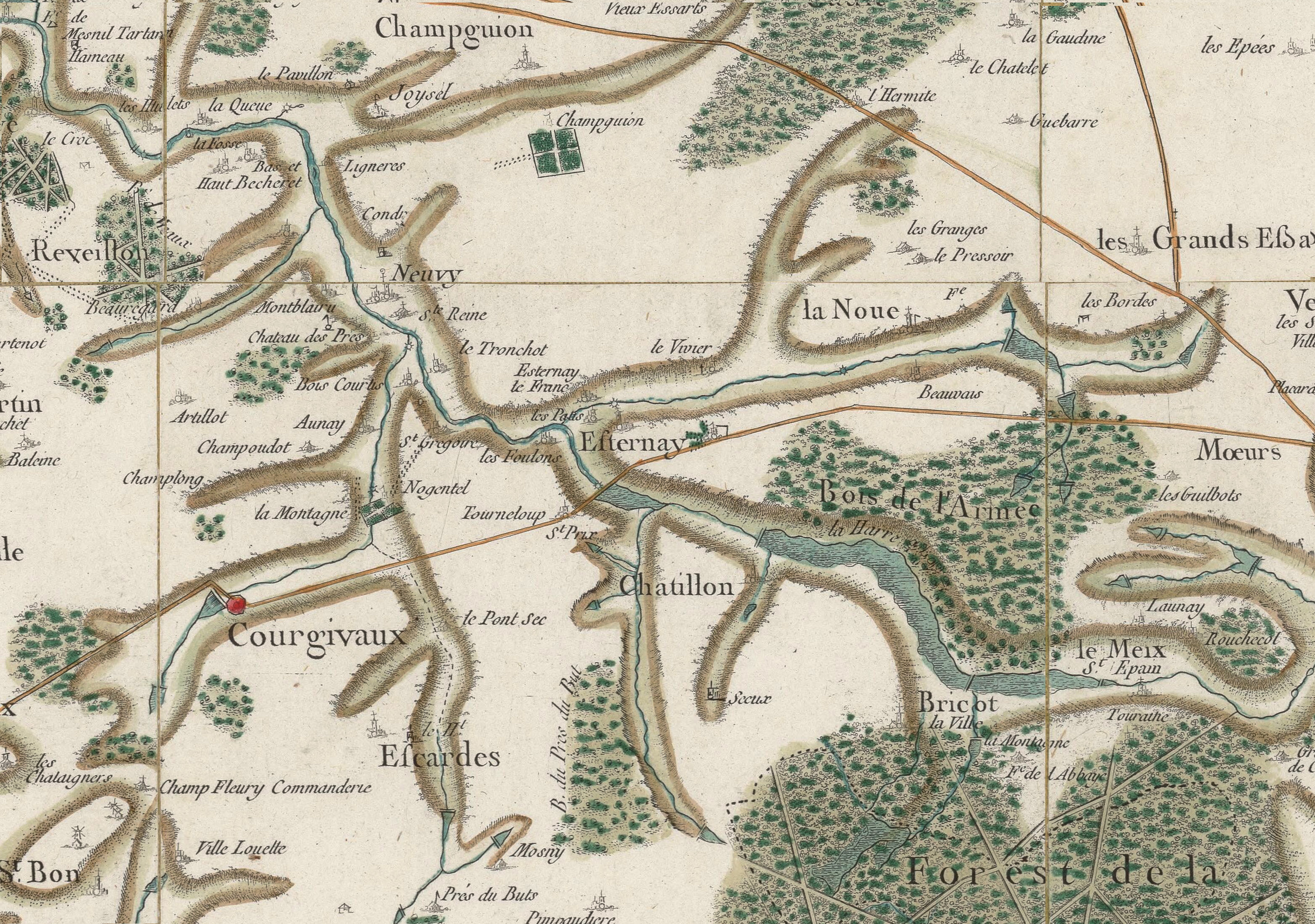
extrait du travail de Cassini provenant du site de Gallica.

En 1774, monsieur de saint-Martial était baron d'Aurillac et possesseur de la terre et du château d'Esternay en 1774, à sa mort son fils Pierre François lui succédait et voulu transformer le château pour le mettre au gout de son époque. Il le fit en premier lieu démolir en 1786, mais la Révolution de 1789 y mit fin, député d'Auvergne, il émigrait en 1792. Son château et ses terres furent vendus comme bien national.
En 1814, lors de la Campagne de France, Napoléon Ier bivouaqua au château d'Esternay avec une armée de 40 000 hommes et dormit même à l'intérieur du château. Napoléon gagne une première bataille mais doit ensuite reculer. Les Prussiens envahissent Esternay et pillent le château.
Entre 1832 et 1842, la commune subit des épidémies de choléra.

### Première guerre mondiale
En 1914, Esternay est sur la ligne de front de la première bataille de la Marne. Le 6 et 7 septembre 1914, les troupes du 73e Régiment d'Infanterie ainsi que du 43e Régiment d'Infanterie, commandé par le lieutenant-colonel Truffert, reprennent le château occupé par les soldats du IXe corps de la première armée allemande. Ils font au passage 500 prisonniers. Le château devient ensuite un hôpital pour le reste de la guerre.
En 1924, un monument aux morts est édifié au lieu-dit le Marais par les frères Lhéritier.

### Depuis 1918
La commune subit les bombardements de la Seconde Guerre mondiale, la gare étant touchée. Le 27 aout 1944, Esternay est libérée par les Américains.

### Histoire économique
Au début du XIXe siècle, Esternay comptait trois porcelaineries dont la plus importante, fondée en 1834 dans le hameau de Retourneloup, employait plus de 150 ouvriers pour une production essentiellement concentrée sur la vaisselle domestique. De plus petites manufactures produisaient des bibelots. La matière première utilisée était un kaolin extrait des carrières des alentours de Limoges tandis que la décoration et la dorure des objets se faisait à Paris.
Une partie importante de la production était alors destinée à l'exportation. Au XXe siècle, la production s'oriente davantage vers les applications industrielles de la porcelaine telles que les isolants électriques mais l'activité se réduit progressivement, occasionnant la fermeture de la dernière porcelainerie en 1956.

## Politique et administration

### Liste des maires
| Période                                  | Période                   | Identité         | Étiquette | Qualité |
| ---------------------------------------- | ------------------------- | ---------------- | --------- | --- |
| Les données manquantes sont à compléter. |                           |                  |           | |
| fin XIXe                                 |                           | Alfred Poirrier  |           | Conseiller général d'Esternay (1883 → 1898) Vice-président du conseil général de la Marne Sénateur de la Marne (1894 → 1898) Chevalier de la Légion d'honneur |
| avant 1988                               |                           | Marcel Jolly     | PS        | |
| Les données manquantes sont à compléter. |                           |                  |           | |
| 2001                                     | En cours (au 4 juin 2020) | Patrice Valentin | UMP → LR  | Conseiller auprès de sociétés Conseiller général d'Esternay (2001 → 2015) Président du Centre de Gestion de la Marne[Quand ?] Réélu pour le mandat 2020-2026, |

## Démographie
L'évolution du nombre d'habitants est connue à travers les recensements de la population effectués dans la commune depuis 1793. Pour les communes de moins de 10 000 habitants, une enquête de recensement portant sur toute la population est réalisée tous les cinq ans, les populations de référence des années intermédiaires étant quant à elles estimées par interpolation ou extrapolation. Pour la commune, le premier recensement exhaustif entrant dans le cadre du nouveau dispositif a été réalisé en 2008.

En 2022, la commune comptait 1 776 habitants, en évolution de −6,97 % par rapport à 2016 (Marne : −1,19 %, France hors Mayotte : +2,11 %).
| 1793 | 1800 | 1806 | 1821 | 1831 | 1836  | 1841  | 1846  | 1851  |
| ---- | ---- | ---- | ---- | ---- | ----- | ----- | ----- | ----- |
| 750  | 935  | 912  | 892  | 947  | 1 117 | 1 263 | 1 409 | 1 524 |

| 1856  | 1861  | 1866  | 1872  | 1876  | 1881  | 1886  | 1891  | 1896  |
| ----- | ----- | ----- | ----- | ----- | ----- | ----- | ----- | ----- |
| 1 682 | 1 791 | 1 734 | 1 460 | 1 529 | 1 586 | 1 706 | 1 748 | 1 595 |

| 1901  | 1906  | 1911  | 1921  | 1926  | 1931  | 1936  | 1946  | 1954  |
| ----- | ----- | ----- | ----- | ----- | ----- | ----- | ----- | ----- |
| 1 580 | 1 684 | 1 779 | 1 680 | 1 524 | 1 560 | 1 511 | 1 511 | 1 610 |

| 1962  | 1968  | 1975  | 1982  | 1990  | 1999  | 2006  | 2008  | 2013  |
| ----- | ----- | ----- | ----- | ----- | ----- | ----- | ----- | ----- |
| 1 560 | 1 579 | 1 528 | 1 618 | 1 600 | 1 603 | 1 719 | 1 755 | 1 932 |

| 2018  | 2022  | - | - | - | - | - | - | - |
| ----- | ----- | - | - | - | - | - | - | - |
| 1 832 | 1 776 | - | - | - | - | - | - | - |

## Économie
Esternay était autrefois réputée pour ses activités artisanales de porcelaines et vanneries qui  employaient un grand nombre de ses habitants.

## Culture locale et patrimoine

### Lieux et monuments

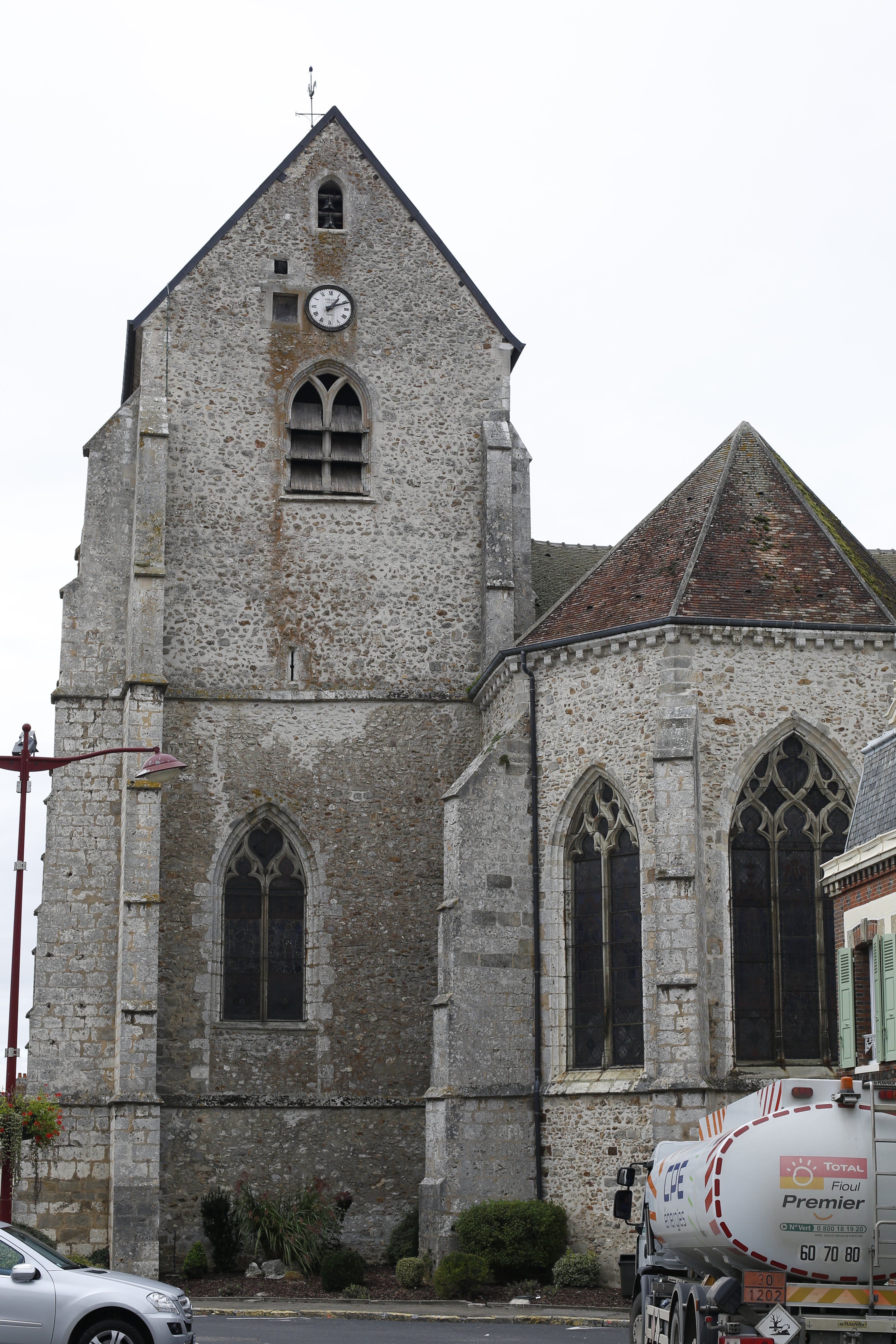
L'église Saint-Remi.
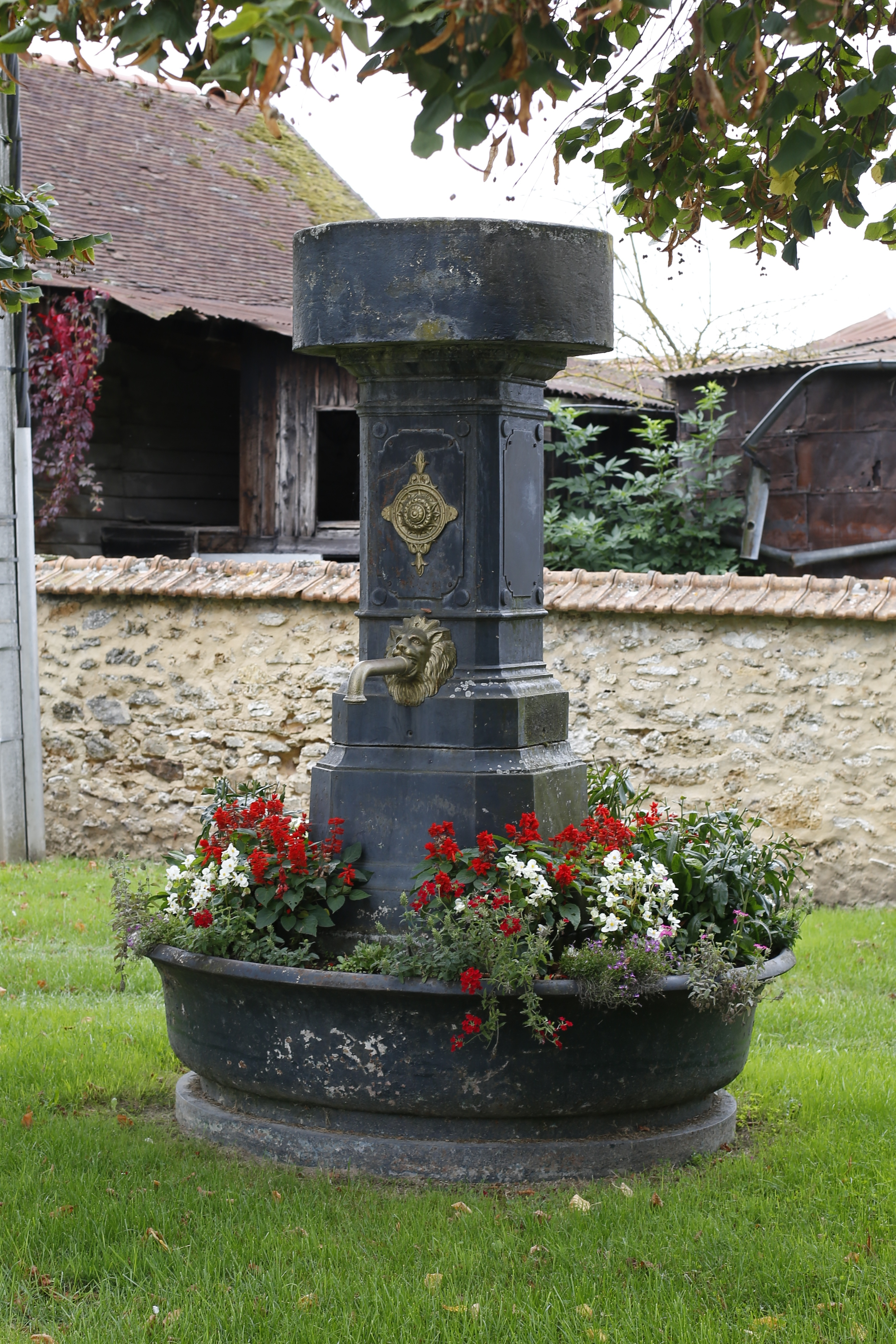
Fontaine de la place des Tilleuls.
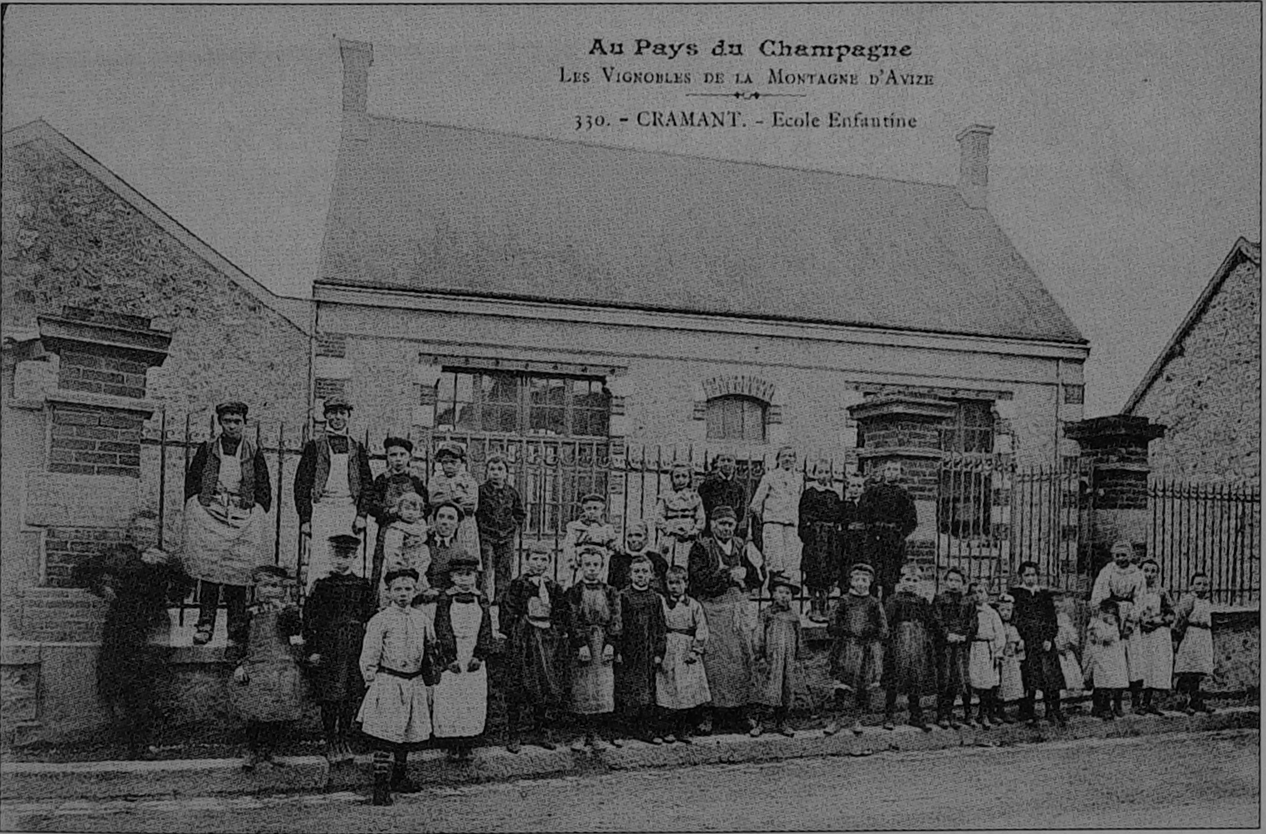
École communale début XXe.

- Esternay est le point de départ de la promenade touristique de La Traconne.
- Un circuit en trois ballades différentes fait découvrir un ensemble de lavoirs restaurés et maintenus en état par la commune et des particuliers.
- Le château d'Esternay, construit sur les hauteurs, côté est, en 1525 par trois frères de la famille Raguier, sous le règne de François Ier. Il n'en reste aujourd'hui que le premier corps de logis[29].
- L'église Saint-Rémi, reconstruite à partir de 1616. Chœur d'époque gothique, croisées de style fleuri à réseau flamboyant avec des parties de vitraux datant du XVIe siècle.
- Un carré militaire a été aménagé dans le cimetière pour les victimes de la Première Guerre mondiale (dès 1914) et un monument pour les victimes de la guerre du Tonkin (XIXe siècle).

### Personnalités liées à la commune
- Anne Claude de Caylus (1692-1765), archéologue et homme de lettres, était marquis d'Esternay.
- Gustave Valmont (1881-tué à Esternay le 6 septembre 1914), il est l'un des 560 écrivains morts pour la France au Panthéon.